# Zacàrides
Els Zacàrides (Mkhargrdzéli-Zachariades segons els noms georgià i armeni, მხარგრძელი, Mkhargrdzeli i Երկայնաբազուկ, Yerkaynbazook, que signifie «del braç llarg») són una nissaga armènia de l'edat mitjana. La dinastia zacàrida es fa derivar tradicionalment d'un hipotètic ancestre, l'aquemènida Artaxerxes II, si bé historiadors opinen que serien d'ascendència a la dinastia arsàcida d'Armènia o als Arzerunis de Baspracània.
Després de la conquesta d'Aní pels mongols el 1236, la sobirania georgiana sobre els zacàrides fou substituïda per la dels mongols. Els zacàrides van conservar el govern un segle fins que després del 1330, quan Armènia va caure en mans de les tribus dels turcmans, i després van desaparèixer progressivament i totalment vers 1260.
El seu període va constituir un temps de desenvolupament econòmic i enriquiment de les ciutats armènies, a més de veure la fundació de diversos monestirs fins a un punt d'una considerable renaixença a la que seguirà un període fosc a la seva caiguda.

## Història

### Orígens
Des de finals del segle x els regnes armenis dels bagràtides i dels Arzerunis van caure sota influència de l'Imperi Romà d'Orient: Taron el 968, Tayk o Tao el 1001, Baspracània el 1021 o 1022, Aní el 1045 i Kars el 1065; només el regne de Lorí va escapar al control dels emperadors. Aquest domini romà d'Orient va suposar l'emigració de la major part de la noblesa armènia cap a Anatòlia i Cilícia, però fou de curta durada davant l'amenaça a la segona meitat del segle xi dels seljúcides.
La primera incursió seljúcida es va produir el 1045-1046 i va anar seguida de moltes altres i el 16 d'agost de 1064 el sultà Alp Arslan va conquerir Aní. La major part d'Armènia va anar caient a mans dels assalts seljúcides, amb excepció del regne de Lorí, del regne de Siunia al Baghq o Kapan, i dels principats de l'Artsakh (després Khatchen) i de Sassun; la batalla de Mantziciert, el 1071, que va deixar l'Àsia Menor en mans dels turcs (seljúcides) va consagrar la conquesta d'Armènia i la seva separació geogràfica de l'Imperi Romà d'Orient. Els territoris armenis foren integrats aleshores a la Pèrsia seljúcida, i el seu govern confiat a diferents emirs amb seus a Dvin i a Gandja (o Ganzak); els darrers territoris, Lorí i Siunia, van caure al segle xii. Una part important de la població armènia que va sobreviure a aquestes incursions, va emigrar cap a Capadòcia, o fins i tot més lluny, a Polònia i a Galícia, mentre que la regió del Caucas esdevenia fins al segle xv diverses onades d'emigració dels pobles turcs.
A l'època que va seguir, aprofitant el desmembrament de l'imperi seljúcida, els bagràtides de Geòrgia, amb David IV el Reconstructor i Jordi III, amb l'ajut dels nakharark armenis refugiats a Geòrgia, van començar a alliberar l'Armènia septentrional. El 1118, foren ocupades Lorí i Akhtalà; Aní fou ocupada temporalment el 1123.
Segons Cyril Toumanoff, els nakharark zacàrides (Mkhargrdzeli o Zakarian) eren originaris de la família d'origen part dels Karin-Pahlàvides. Els primers membres esmentats foren Gorbaniel, vers 1030 i el seu fill Xapuh, vers 1061. A l'inici del segle següent s'esmenta a Khosrov I (vers 1100) que va dèixar dos fills: Avag Sergi I i Karim-Vahram, vers 1130, que foren els ancestres de les famílies nobiliaries dels Mkhargrdzéli o Zacàrides, i dels Gageli.

### Sobirania georgiana

Armènia sota els zacàrides, vers 1203.

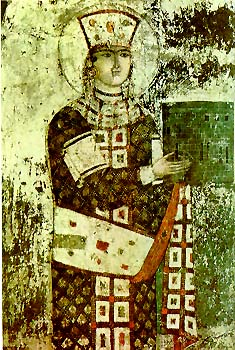
Tamar de Geòrgia.

Els zacàrides eren vassalls dels reis korikain de Lorí, una branca dels bagràtides que ara era feudataria dels seljúcides; quan el rei bagràtida georgià David IV el Reconstructor va ocupar la capital d'aquell regne el 1118, els zacàrides no van posar cap problema per traslladar el seu vassallatge als nous sobirans i van passar a ser una de les principals famílies nobiliàries del regne, amb una influència important a la cort, que va arribar al cim amb la reina Tamar; els germans Zacaries (Zacaries II) i Ivane (Joan I) van esdevenir respectivament amirspadalar (« comandant de la cavalleria ») i atâbeg (« pare del roi, en el sentit de tutor »).
Després de la conquesta de Lorí el 1118, els georgians van continuar ocupant territoris armenis entrant a Aní el 1199 i van imposar tribut als emirs d'Erzurum (en armeni Karin) i de Yerzenka o Erzindjan. La reina va donar llavors els territoris armenis en feu als dos germans zacàrides, amb seus a Aní (Zacaries II) i a Dvin (Ivane), tots dos sota títol de rei. Encara que eren vassalls dels reis de Geòrgia, gaudien d'una considerable autonomia. El territori s'estenia de l'Alt Karabakh a Kars. Els zacàrides van començar el redreçament nacional armeni, però van tenir diferències serioses amb altres nobles, singularment els lipàrides (Orbelian) de Siunia. El regne estava format per diverses senyories dirigides per nakharark armenis de llarga tradició, entre les quals els Arzerunis (amb els que es van lligar sovint per matrimoni i família de la qual era membre la mare de Zacaries i Ivane), però també per una nova noblesa creada pels zacàrides amb els seus principals caps militars.
Sota el regnat d'aquests germans, els territoris armenis, coneguts com a regne de l'Armènia zacàrida, va conèixer un cert desenvolupament econòmic. Zacaries II va restar fidel a l'església apostòlica armènia, però Ivane es va unir a l'església ortodoxa grega que era la que es seguia a la cort georgiana i va convertir diversos monestirs a la doctrina de Calcedònia entre els quals el de Kobayr i el d'Akhtalà on fou finalment enterrat.
El 1220, els mongols es van presentar al Caucas amb una tropa de 20.000 homes, en persecució del rei de Coràsmia, el xa de Coràsmia Ala al-Din Muhammad i van derrotar l'exèrcit georgià del rei Jordi IV, que estava manat per Ivane; el gener de 1221 rels mongols van assolar el nord d'Armènia; el 1222 van arribar els mongols del kiptchak que van derrotar inicialment a Ivane Zakarian però aquest va acabar per derrotar-los l'any següent. Als anys següents els corasmis de xa de Coràsmia Jalal-ad-Din Mangubertí van fer diverses incursions pel país devastant Dvin, Lorí i Tiflis, fins que foren derrotats per una aliança entre el sultà de Rum i el Regne Armeni de Cilícia. Ivane va morir el 1227 o 1228 i el va succeir com a generalíssim Avag Zakarian.

### Sobirania mongola
Els mongols van tornar al Caucas el 1236; la reina georgiana Russudan I es va refugiar a la part occidental del regne amb la seva cort, i l'Armènia zacàrida, va caure en mans dels mongols entre 1239 i 1245, incloent Aní i Kars (1239) i el sud i sud-oest (1242-1245).
Avag Zakarian va reconèixer la sobirania mongola; el mateix va fer el rei zacàrida d'Aní, Xahenxa II (la població d'Aní, que havia presentat resistència, fou massacrada), que era fill de Zacaries II (el qual havia mort el 1212). Avag va viatjar a Karakorum per retre homenatge al gran kan, i va estar allí durant uns cinc anys; se li van unir els fills de Xahenxa II amb el mateix objectiu. El gran kan va decidir que Armènia i Geòrgia quedarien separades en dos províncies, Gran Armènia i Geòrgia, la primera de les quals estaria formada bàsicament pels territoris dels zacàrides, que en conservarien el control mitjançant l'administració de tres "tuman" (circumscripcions militars) dirigides per Avag, per Xahenxa i per un tercer membre de la família, Vahram de Gag. El 1243 el gran kan Güyük va establir una forta taxa als territoris armenis i els nakharark es van revoltar el 1248/1249, però foren aplanats brutalment.
El 1256 es va fundar l'il-kanat sota Hulagu de Pèrsia i l'Armènia zacàrida fou inclosa en aquest estat. Molts nakharark van entrar de grau o per necessitat a l'exèrcit mongol (Zacaries, fill de Xahenxa, es va destacar a la conquesta de Bagdad el 1258) i el país va quedar desguarnit sent presa fàcil per les bandes nòmades; això va fer augmentar el descontentament de la noblesa armènia i va provocar una segona revolta entre 1259 i 1261, que va acabar igual que l'anterior. Després de la revolta, Xahenxa fou arrestat i amb prou feines va poder salvar la vida, i el seu fill Zacaries va resultar mort. El territori va patir també des de 1261 el conflicte entre l'ilkanat i l'Horda d'Or. Fins a la pujada al tron dels mongols de Pèrsia de Ghazan el 1295 les coses no van canviar gaire, però el nou kan es va convertir a l'islam i llavors es van iniciar persecucions contra els cristians; això va provocar la tercera revolta de la noblesa armènia, que, com les dues anteriors, fou salvatgement reprimida.
A la mort el 1335 d'Abu Said Bahadur Khan, l'Ilkanat va caure en l'anarquia; Armènia fou teatre de les lluites entre els Cobànides i els Jalayírides; Aní fou així devastada als anys centrals del segle pels cobànides i els zacàrides reduïts a un poder local. El 1357 el territori zacàrida va caure en mans de l'Horda d'Or però aquests en foren expulsats pels jalayírides l'any següent (1358). Encara apareix esmentat un zacàrida en algun moment dels anys compresos entre 1360 i 1370 però el 1374 els seus dominis foren absorbits per turcmans, mongols i kurds.

## Economia i societat
Després de l'aturada econòmica que va suposar l'arribada dels seljúcides, les ciutats i pobles armenis van reprendre el creixement a final del segle xii i principis del XIII, especialment Aní i Dvin. Els metzatun, la classe urbana neixen de comerciants rics van veure la seva influència i riquessa incrementar-se paral·lelament al restabliment del comerç internacional; aquest increment fou testimoniat per l'encunyament de moneda d'or (la moneda de coure estava reservada al comerç interior). Aquestos metzatun van començar a substituir als nakharark (plural armeni nakharark) com a propietaris de la terra.

### Arts i cultura
En el mateix període les arts i la cultura armènia van tornar a florir. L'arquitectura armènia, influïda pels alliberadors georgians,es caracteritza llavors per esglésies que augmenten en altura; els monestirs, que gaudien de llegats de les classes més poderoses, estaven en plena expansió i es van veure dotat d'elements com el gavit, el jamatoun i el campanar característics, i d'altres elements. L'escultura es distingeix per la seva ornamentació complexa i fusionant multiplicant les composicions de figures, i va esdevenir un art major amb, per exemple, l'escultor i arquitecte Momik; els khatchkars (pedres amb una creu) donen prova d'una gran vistositat. Quant a la pintura, principalment il·lustrada per decorats religiosos, fou influïda igualment per Geòrgia, com a la l'església de Sant Gregori de Tigrane Honents a Aní o a Kobayr. Finalment l'art dels llibres va continuar el deu desenvolupament especialment a Hakhpat; les miniatures pintades a aquestes regions es distingeixin pel seu caràcter monumental i la intensitat dels seus colors.

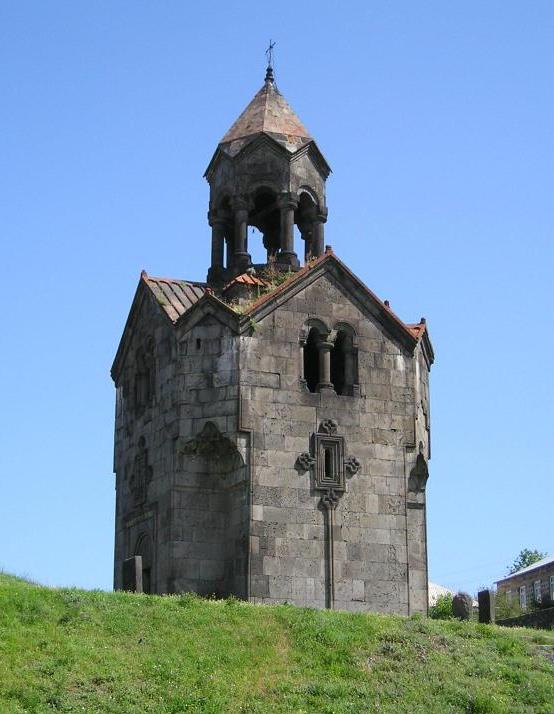
Campanar, Hakhpat.
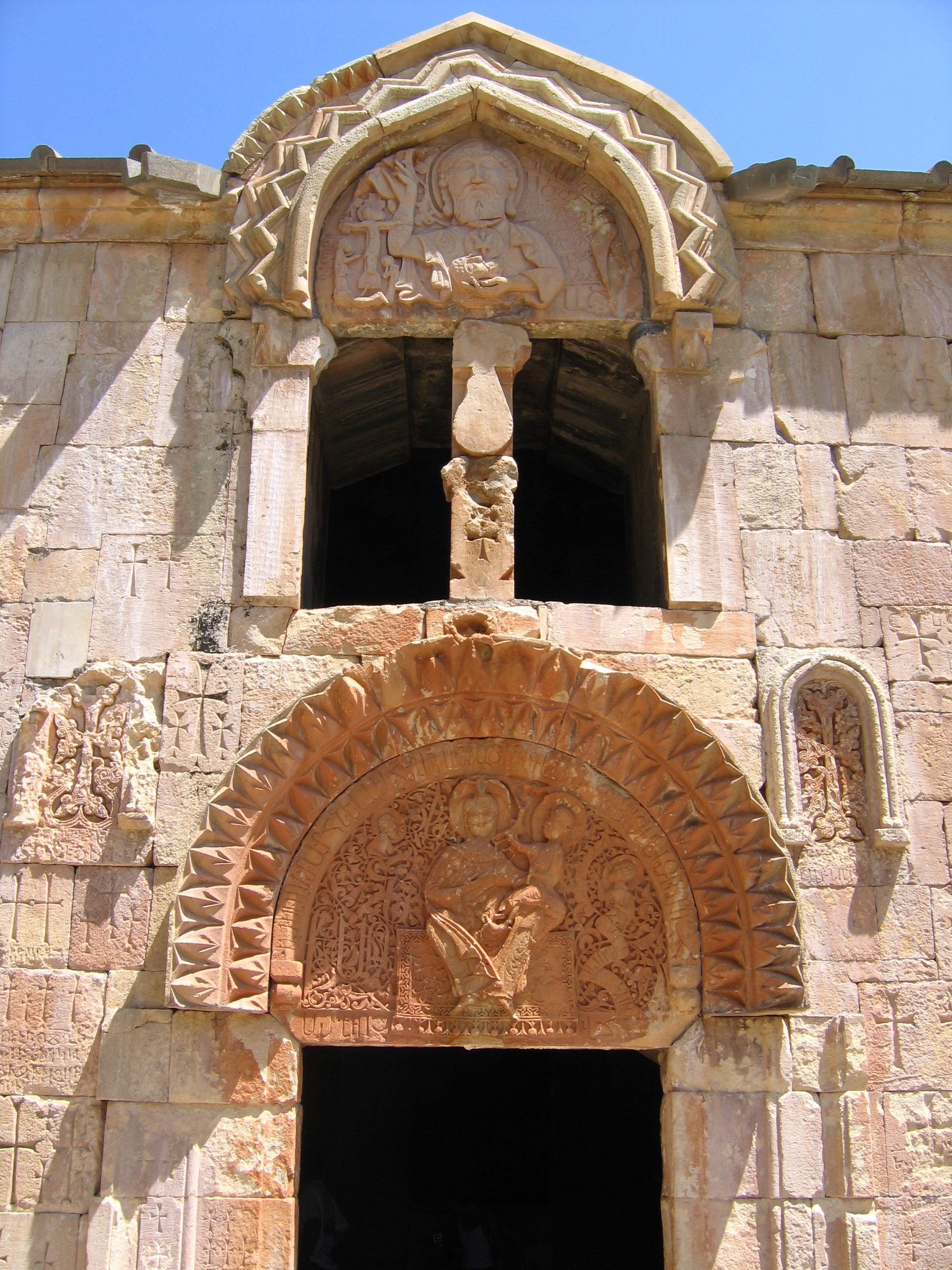
Gavit de Sant Salvador, Noravank.
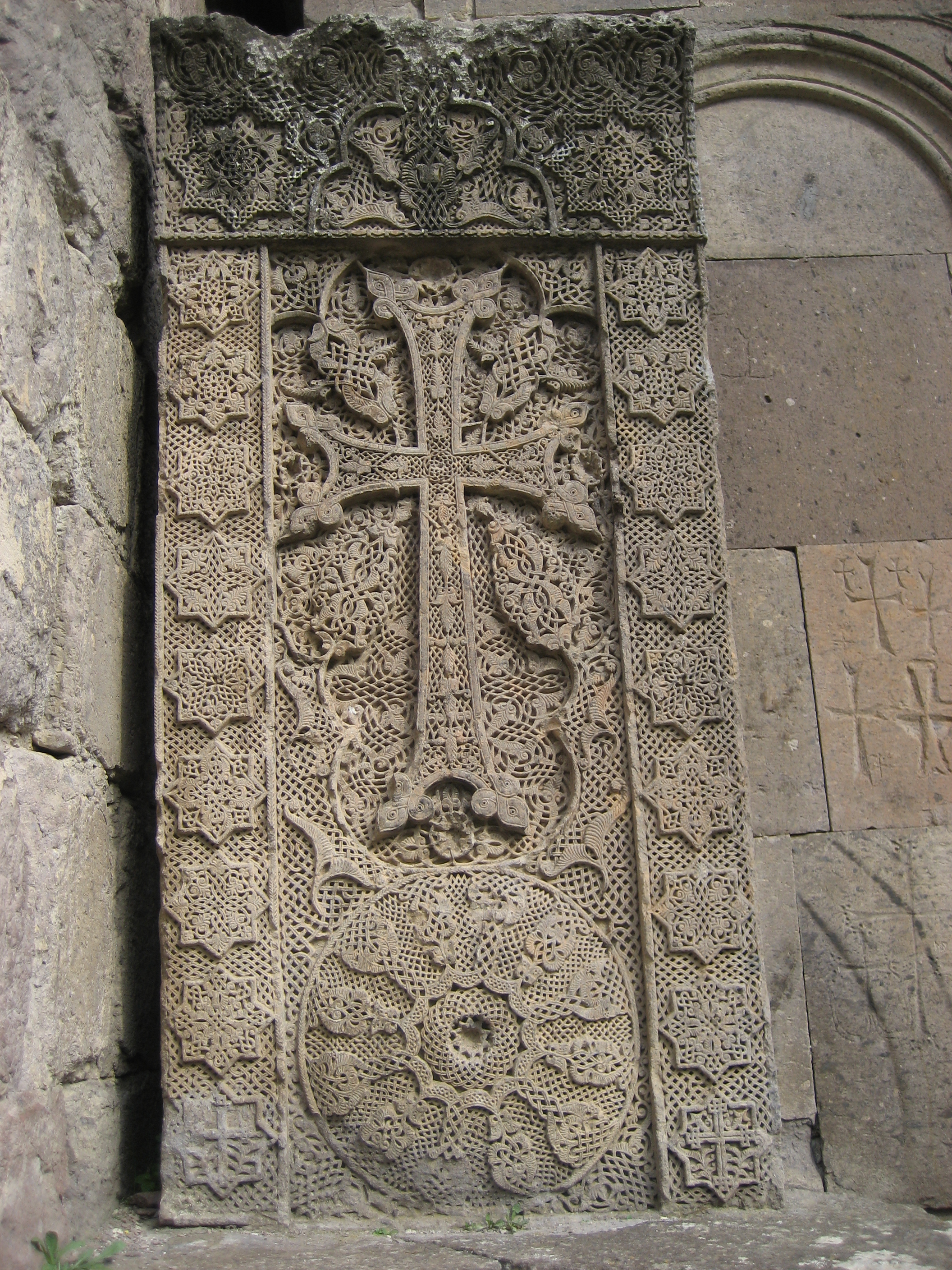
Khatchkar, Gochavank.
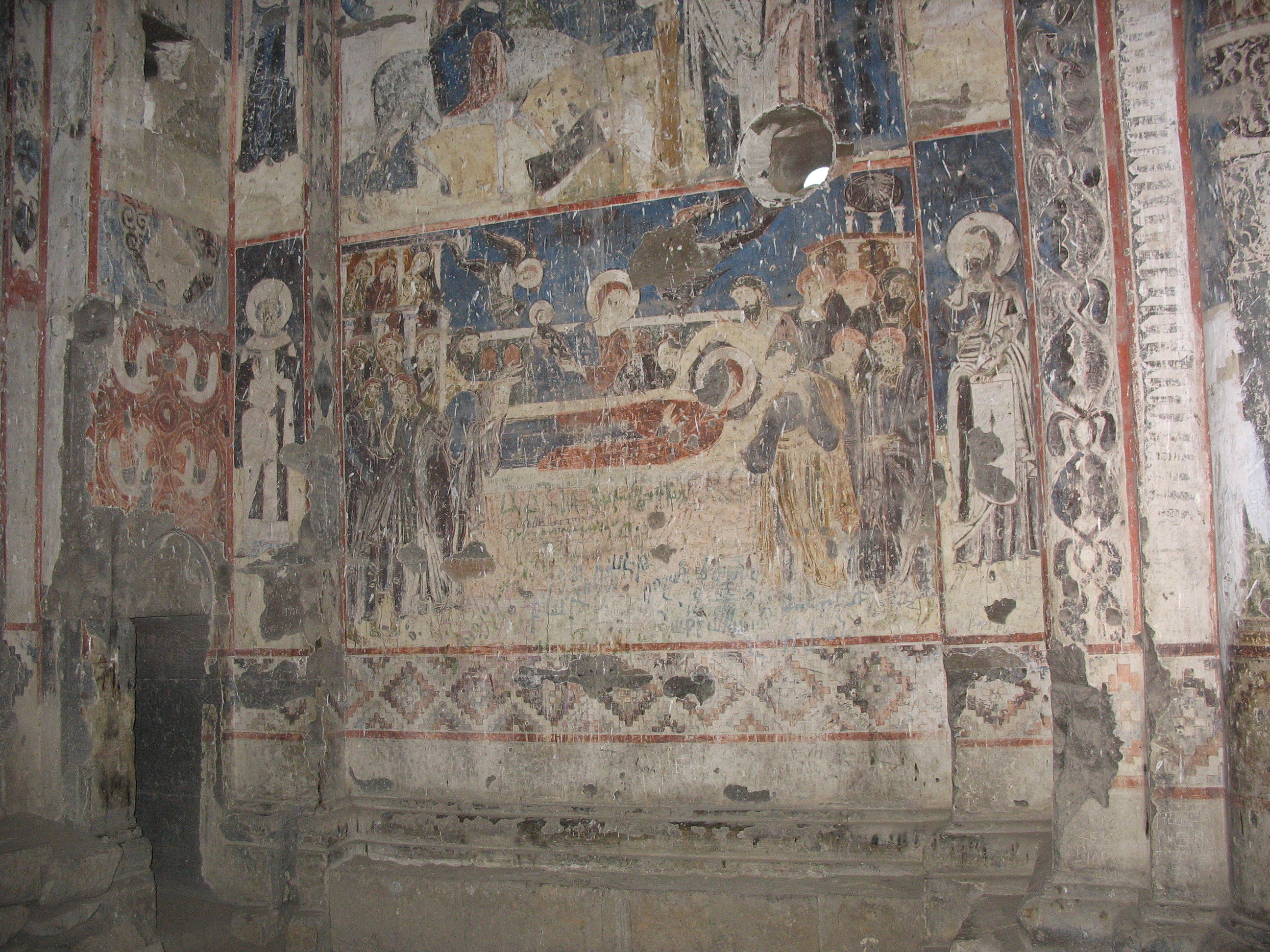
Fresc de la Dormida, San Gregori de Tigrane Honents, Aní.

La vida intel·lectual va renéixer aît a l'inici als monestirs, qualificats aleshores de hamalsaran (« universitats »); així, al costat dels centres antics de Hakhpat i de Sanahín, noves fundacions van aparèixer, com Gochavank, Gladzor i Tatev (especialment sota l'impuls de Gregori de Tatev), o fins i tot Khoranachat. La història resta une especialitat armènia, destacant Kirakos de Gandzak i la seva Història dels armenis i Vardan Areveltsi i la seva Història universal, dos deixebles de Hovhannès Vanakan, o Esteve Orbelian i la seva Història de Siunia.
El dret, fins aleshores parent pobre de les ciències armènies, va conèixer un important desenvolupament el 1184, amb el Llibre de les lleis de Mkhitar Goch, una codificació parcial, qui va esdevenir ràpidament la base del dret civil i religiós armeni a l'època. Els zacàrides van posar igualment en vigor les lleis dels reis bagràtides. Quant a la literatura en la llengua vernacular va florir principalment sota la forma de faules, sovint d'inspiració religiosa, amb autors com Mkhitar Goch, ouvrin la via a la laïcitat progressiva, com a Khatchatour Ketcharetsi o a Frik a la fin del segle xiii.

### Impacte de la conquesta mongola
La renaixença zacàrida va patir els efectes negatius de la conquesta mongola: l'economia fou arruïnada per la imposició de fortes taxes a partir de 1243, i això va causar una diàspora armènia cap a Crimea. L'església, abans exempta, va patir persecucions al final del mateix segle, tot i que la vida ordinaria i el bulliment intel·lectual dels monestirs va restar relativament preservada. Diverses ciutats foren assolades, com Aní el 1236; quant a les ciutats que es van salvar de la destrucció, com Dvin, van entrar en període de decadència. Paradoxalment, el comerç internacional (al revés que el comerç interior que va quedar aturat) es va mantenir força bé: a canvi d'una part dels seus beneficis els metzatun van tenir les seves caravanes protegides pels mongols, el que, unit a la vasta extensió de l'imperi, els va obrir nous mercats i va contribuir a incrementar la seva riquesa. Les condicions polítiques del final del segle xiv van posar final definitiu a aquesta situació: la Gran Armènia va esdevenir una terra desolada.

## Dominació turcmana i invasions timúrides
Entre els turcmans establerts a Armènia, es va destacar un grup que predominava a la part central i meridional els anys 1380, els Qara Qoyunlu. El país estava molt fraccionat i impotent i no podia fer front a les invasions de Tamerlà, que es van produir el 1386-1387, 1394-1396 i 1399-1403. La darrera incursió va despoblar quasi totalment alguns districtes armenis. Al final d'aquest període es va produir el retorn dels Qara Qoyunlu; l'estructura social dels país estava destruïda, les famílies nobiliàries havien estat exterminades. Armènia va entrar a l'edat obscura de la seva història, amb testimoniatges poc freqüents, com el de Tomàs de Metsop.
No obstant la família zacàrida no va desapàreixer totalment i va continuar obscurament sota els nakharark Mkhargrdzéli-Arghoutaschvili (en georgià მხარგრძელი-არღუთაშვილი) fins a Josep I (1743-1801), arquebisbe armeni de Tiflis i catolicós d'Etchmiadzin (1800-1801), i el seu renebot, Moïses I (1805-1855), general rus que fou governador militar de Derbent i de les províncies de Transcaucàsia de 1851 a 1852.

## Llista de Zacàrides
- Avag-Sergi I, vers 1130
- Zacaries I (fill de l'anterior), vers 1150

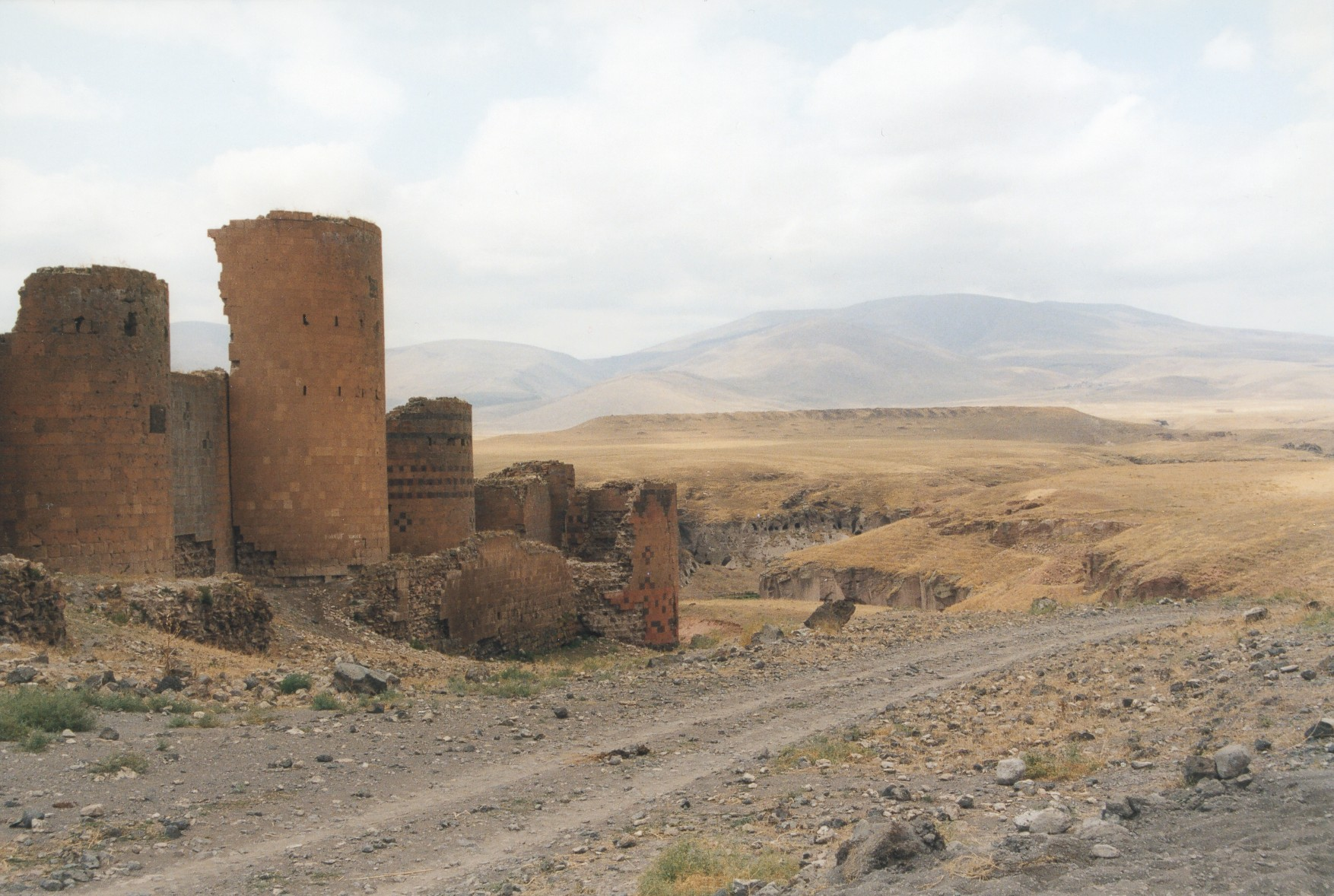
Ani, capitale dels Zacàrides.

- Sergi II (fill de l'anterior), gran conestable de Geòrgia (1154-1187) i príncep de Lorí-Somkhètia, 1184-1187
- Zacaries II Xahenxa I el Gran (fill de l'anterior), príncep de Lorí-Somkhètia i gran conestable de Geòrgia, 1187-1212
- Joan I (germà de l'anterior), príncep d'Aní, de Dvin, de Kaieni i de Gelarkounik, atabeg i primer ministre de Geòrgia el 1212, 1187-1227/1228:
- Avag-Sergi III (fill de Joan I d'Aní), príncep de Lorí-Somkhètia, atabeg i gran conestable de Geòrgia 1213-1250
- Xahenxa II (fill de Zacaries II), príncep d'Aní, 1227-1261 :
- Zacaries III (fill de Xahenxa II), príncep de Lorí-Somkhètia i gran conestable de Geòrgia, 1250-1261
- Joan II (germà de l'anterior), príncep d'Amberd, protomandator de Geòrgia, vers 1250-1261
- Xahenxa III (fill de Joan II), atabeg de Geòrgia, 1261-1320
- Vahram I (germà de l'anterior), atabeg de Geòrgia, esmentat vers 1342
- Zacaries IV (fill de l'anterior), atabeg de Geòrgia, 1320-1358
- Xahenxa IV (fill de l'anterior), atabeg de Geòrgia, després de 1358